# Гадяцький Бір (заповідне урочище, 98)
Га́дяцький Бір — заповідне урочище в Україні. Об'єкт природно-заповідного фонду Полтавської області.
Розташоване в Миргородському районі Полтавської області, на схід від міста Гадяч, у лісовому масиві Вельбівського лісництва (кв. 98, 110). 
Площа 48 га, статус надано у 1979 р. Перебуває у віданні ДП «Гадяцький лісгосп».
Статус надано з метою охорони та збереження у природному стані масиву старовікового соснового лісу на піщаній боровій терасі річки Псел. У центральній підвищеній частині урочища зростають сосни віком близько 100 років. У підліску зростає ялівець звичайний. Соснові ліси ялівцеві — рослинні угрупованя, занесені до Зеленої книги України. Вони характерні для Полісся, а для лісостепу вкрай рідкісні. 
На зволожених околицях трапляються ділянки сосново-дубового лісу орляково-різнотравного. Тут зростають вологолюбні рослини хміль, молінія голуба, конвалія звичайна. 
В урочищі зростають північні рослини соснових лісів: смовдь гірська, дзвоники круглолисті, вероніка лікарська, щитник шартрський, а також зелені мохи. Також трапляються суборові види дубово-соснових лісів — буквиця лікарська, дзвоники персиколисті, гвоздика Фішера, ломиніс прямий, перстач білий, валеріана пагононосна, малина звичайна та лісостепові види — латук Ше, осока гірська, серпій увінчаний. У вологому березняку на краю ділянки зростає рідкісна орхідея, занесена до Червоної книги України — любка дволиста.